# Pristavica pri Velikem Gabru
Pristavica pri Velikem Gabru este o localitate din comuna Trebnje, Slovenia, cu o populație de 87 de locuitori.